# Sai Tia Kaphut
Re Sai Tia Kaphut, conosciuto anche come Vang Buri, il cui nome regale fu Samdach Brhat-Anya Chao Sanaka Chakrapati Raja Phen-Phaeo Bhaya Jayadiya Kabuddha (Mueang Sua, 1415 – Mueang Xieng Khan, 1481), è stato il dodicesimo sovrano del Regno di Lan Xang, la cui capitale era Mueang Sua (detta anche Xieng Thong), l'odierna Luang Prabang, nel Laos settentrionale.
Divenne re nel 1441 dopo 3 anni di interregno di un consiglio di Stato presieduto da alti prelati, instaurato dopo la morte della sanguinaria regina Keo Phim Fa, giustiziata nel 1438. Lan Xang stava uscendo da uno dei periodi più oscuri della sua storia, dominato dagli intrighi della stessa Keo Phim Fa e dalle lotte interne tra fazioni dell'aristocrazia. L'evento più importante del regno di Sai Tia Kaphut fu l'invasione vietnamita, che costrinse il sovrano alla fuga dalla capitale nel 1479 e all'abdicazione in favore del figlio, che nel frattempo aveva sconfitto le armate vietnamite.
Le cronache che lo menzionano provengono dagli antichi annali di Lan Xang, di Lanna, di Ayutthaya e di Birmania, che differiscono tra loro. Gli annali di Lan Xang furono tradotti in altre lingue ed interpretati in diversi modi, dando luogo a controversie sull'attendibilità dei riferimenti storici. La principale tra le critiche che determinarono il cambiamento del testo originale, fu dettata dalla convinzione che molti degli avvenimenti storici fossero stati omessi o distorti nell'edizione originale a maggior gloria del regno. Gli avvenimenti e le date relative alla vita di Sao Tia Kaphut non sono quindi pienamente attendibili.

## Antefatti
Fin dai primi anni dopo la fondazione del regno da parte di re Fa Ngum nel 1354, si era creata una spaccatura tra due fazioni dell'aristocrazia di corte. Una fazione era schierata con il sovrano e legata all'Impero Khmer, che aveva fornito a Fa Ngum l'esercito con cui unificò i principati laotiani. La nuova aristocrazia khmer creatasi a corte mise in secondo piano la vecchia nobiltà del Regno di Mueang Sua, che reagì legandosi all'emergente Regno di Ayutthaya, lo Stato siamese che si disputava con l'Impero Khmer la supremazia nel sudest asiatico. Gli interessi siamesi erano rappresentati a corte da Keo Lot Fa, che il padre Ramathibodi I, re di Ayutthaya, aveva dato in moglie a Fa Ngum. Il conflitto tra le due frazioni si sarebbe trascinato per alcuni decenni e contribuì alla crisi del regno nel periodo in cui fu dominato da Keo Phim Fa. Nel 1431, il già declinante Impero Khmer aveva subito la distruzione della capitale Angkor Thom da parte delle armate di Ayutthaya e la corte si era spostata a sud-est nella zona dell'odierna Phnom Penh. Tale evento aveva posto fine all'influenza dei khmer nel sudest asiatico.
La regina Keo Phim Fa aveva 11 anni quando fu fondato il regno e fu testimone di tutti gli avvenimenti che si susseguirono fino alla morte, avvenuta all'età di 95 anni. Assunse una crescente importanza nel campo della politica durante il regno di Lan Kham Deng (dal 1417 al 1428), che fu l'ultimo periodo di pace e stabilità della corte di Lan Xang. Dominò in seguito gli affari di corte, usando i sovrani come fantocci di cui disporre a piacimento, ma aveva tramato alle loro spalle quando si era resa conto che ostacolavano i suoi piani. Fece assassinare almeno 4 dei 7 re che la precedettero, ne costrinse uno alla fuga ed un altro al suicidio prima di salire sul trono nel 1438.
L'aristocrazia di corte, stanca dei soprusi della regina, la fece giustiziare dopo pochi mesi che era sul trono e stabilì che a capo del regno venisse posto un consiglio di stato presieduto dai due alti prelati Phra Maha Satthathiko e Phra Maha Samudhakhote, assistiti da 4 esponenti delle forze armate, che governò per tre anni prima di offrire il trono a Sai Tia Kaphut.

## Biografia
Il re Sai Tia Kaphut nacque nel 1415 nella capitale come principe Vang Buri. Era il figlio minore del sovrano Samsenthai e di Keo Yot Fa, figlia del re di Ayutthaya Intharacha. Fu per lungo tempo governatore del Principato di Vientiane con il titolo di Phragnà Khua-Pasak. L'aristocrazia di Mueang Sua gli aveva già offerto il trono di Lan Xang nel 1436, ma Vang Buri aveva rifiutato nel timore di seguire la sorte dei molti re fatti assassinare da Keo Phim Fa. Rimasto l'unico superstite dei principi di sangue reale, accettò invece l'offerta presentata dal consiglio di Stato, il cui interregno di tre anni aveva placato le turbolenze di corte.
Divenne re nel 1441 con il nome regale Sai Tia Kaphut, si trasferì nella capitale e rifiutò per diversi anni l'incoronazione. Ad uno dei due monaci che avevano presieduto il disciolto consiglio di stato, Phra Maha Satthathiko, assegnò il posto di abate dell'importante complesso templare di Wat Manorom, mentre a capo del Wat Both-Kangmuong pose il monaco Phra Maha Kham-Phi. Concesse inoltre l'indulto a tutti i mandarini e normali cittadini del suo regno che si erano macchiati di reati amministrativi negli anni precedenti.

### Rivolta di Vientiane
Con l'ascesa al trono di Sai Tia Kaphut, il posto di governatore di Vientiane fu assegnato al principe Mui Ton-Kham, figlio del defunto sovrano Kham Tam, che si era salvato dal complotto di Keo Phim Fa fuggendo a sud. Mui Ton-Kham fu convinto dai propri consiglieri dell'instabilità del regno e proclamò l'indipendenza dei territori che amministrava. Quando il sovrano venne a sapere della rivolta, inviò a Vientiane degli emissari che rapirono Mui Ton-Kham e lo giustiziarono in località Done-Chan. Fu nominato nuovo governatore Phragnà Chan-Ngok, nipote del re.

### Guerre con il Regno Lanna
Nel 1441 salì al trono di Lanna re Tilokarat, che riportò il suo regno agli splendori del secolo precedente. Secondo le antiche cronache di Lanna, nel 1449 il suo esercito conquistò il Regno di Nan, una città-stato (mueang) ai confini tra Lanna e Lan Xang su cui Mueang Sua esercitava una certa influenza. Il tentativo delle armate di Lan Xang di riprendere il controllo di Nan venne respinto nello stesso anno. Nel 1454 Lan Xang subì la prima invasione della sua storia, le truppe Lanna arrivarono fino alle porte della capitale ma vennero respinte.

### Invasione vietnamita
Alcuni storiografi pensano che i vietnamiti non avessero dimenticato l'affronto subito dai laotiani 50 anni prima, quando il sovrano dell'Annam chiese l'aiuto di Lan Xang per cacciare le armate cinesi della dinastia Ming che avevano occupato il paese. Il re Lan Kham Deng assecondò la richiesta dell'alleato, ma quando le truppe di Mueang Sua arrivarono si schierarono a fianco dei cinesi. I vietnamiti riuscirono a sconfiggere i cinesi e rimandare a Lan Xang i laotiani. Al momento non vi erano state conseguenze ed i rapporti tra le due corti erano tornati normali.
In una provincia di Lan Xang venne catturato nel 1478 un raro elefante bianco alto 3 metri e mezzo. Tali animali erano simbolo di regalità ed il governatore lo offrì a Sai Tia Kaphut. La notizia si diffuse ed il sovrano Le Thanh Tong dell'Impero Dai Viet, reduce dalla conquista dell'antico Regno Champa nel sud, chiese in prestito l'animale per farlo ammirare ai suoi sudditi. Il primo ministro ed erede al trono Kon Keo, figlio del re, fu contrariato dalla richiesta e mandò al monarca vietnamita un pacco contenente le feci dell'elefante. Questo evento fu il casus belli che spinse i Dai Viet ad invadere Lan Xang nel 1478.
L'esercito vietnamita fu suddiviso in cinque armate che avanzarono in cinque diverse direzioni. Prima che entrassero nel paese, il primo ministro Kon Keo organizzò la difesa con un esercito di 200.000 uomini e 2.000 elefanti e lo dispiegò su tre fronti. Un battaglione di 4.000 soldati lao tese con successo un'imboscata tra le montagne ad una delle colonne vietnamite. La prima sanguinosa battaglia avvenne qualche giorno più tardi nella Piana delle Giare, nell'odierna provincia di Xiangkhoang; migliaia furono i caduti ed ebbero la meglio i vietnamiti che proseguirono l'avanzata. La successiva battaglia segnò il tracollo dell'esercito di Lan Xang, che perse la maggior parte dei generali e lo stesso Kon Keo, annegato mentre cercava di raggiungere Mueang Sua.
Con il nemico ormai prossimo alla capitale, re Sai Tia Kaphut fuggì verso sud via fiume con la famiglia reale e si rifugiò a Mueang Xieng Khan. Subito dopo la fuga del re, per la prima volta nella sua storia, la capitale di Lan Xang venne espugnata. Le truppe vietnamite proseguirono la loro marcia verso il regno Lanna, ma furono respinte quando cercarono di conquistare Nan.
Le truppe del governatore di Mueang Dan Sai principe Theng-Kham, figlio di Sai Tia Kaphut, misero in fuga i vietnamiti lasciati a presidiare Mueang Sua e li decimarono lungo la via della ritirata. Dei 4.000 ufficiali inviati dalla capitale Thăng Long, l'odierna Hanoi, solo 600 sopravvissero. Theng-Kham fece ritorno a Mueang Sua ed inviò un'ambasciata al padre invitandolo a tornare, ma il sovrano rifiutò ed abdicò in favore del figlio, che salì al trono con il nome regale Suvanna Ban Lang nel 1479. Sai Tia Kaphut rimase a Mueang Xieng Khan dove trascorse l'ultimo periodo della sua vita e dove morì nel 1481.

## Genealogia
Sai Tia Kaphut ebbe 9 figli e 7 figlie::
1. principe Kon Keo, primogenito, erede al trono, primo ministro (Sen-Luang-Xieng-Lo) e generale, morì annegato mentre fuggiva verso la capitale dopo essere stato sconfitto dai Dai Viet
2. principe Theng-Kham, eroe nella guerra con i Dai Viet, re di Lan Xang con il nome regale Suvanna Ban Lang
3. principe Nhuan
4. principe Khuan-Nha-Ong
5. principe Suang
6. principe Tieng Lakon, re di Lan Xang dopo Suvanna Ban Lang con il nome regale La Sen Thai
7. principe Luxé Phe Sai, re di Lan Xang dopo La Sen Thai con il nome regale Visunarat
8. principe Nhuang Pha
9. principe Thepha, governatore di Muang Khua

1. principessa Mun Na, moglie del principe Jaya Sai, governatore di Mueang Phum-Neua, che si ribellò a Visunarat per poi arrendersi e farsi monaco
2. principessa Phen, moglie di Kon Kham, governatore di Mueang Kabong
3. principessa Sithai
4. principessa Inhphat
5. principessa Khan
6. principessa Muk
7. principessa Khao